# Глотов, Александр Яковлевич
Александр Яковлевич Глотов (1779—1825) — офицер Русского императорского флота, изобретатель, рационализатор, автор ряда трудов по морской тематике.

## Биография
Александр Глотов родился 2 (13) мая 1779 года в Воронежской губернии; из дворян. 12 июня 1790 года его определили в Морской кадетский корпус, где он был 1 мая 1794 года произведён в гардемарины. Особенное усердие и прилежание его обратили вскоре на себя внимание начальства, и Глотов в начале 1795 года получил чин капрала и затем сержанта.
В 1794 году поступил на корабль «Победоносец» под флагом адмирала российского флота Василия Яковлевича Чичагова. В 1794—1797 гг. был ежегодно в плавании на Балтийском море. 1 мая 1797 года Александр Яковлевич Глотов был произведён в мичманы; и в этом звании был в кампании у Красной Горки.
С 1789 по 1800 год он находился при Кронштадтском порте, в 1800—1803 гг. ежегодно совершал походы по Финскому заливу, а в 1803 году состоял при порте города Санкт-Петербурга.
С производством в лейтенанты (10 марта 1804 года) Глотов вновь был причислен к порту Кронштадта, где и оставался до 1805 года, когда морская служба его кончилась: 16 октября он был причислен к Государственному Адмиралтейскому департаменту и назначен смотрителем модель-камеры и музея и был переименован в классный чин.
В 1806 году он был назначен комиссионером экспедиции исправления Ревельского порта, сохраняя и прежде возложенные на него должности.
Ещё с малолетства наблюдалась в нем большая склонность к механике, и теперь, в совершенстве ознакомившись с морским делом, Глотов приложил свои способности к этой специальности. Так, в 1807 году он окончил модель 44-пушечного фрегата в полном вооружении и представил её в общее собрание департамента, которое нашло необходимым препроводить эту модель к министру морских сил, при особой рекомендации, находя её достойной для поднесения государю. В этом же году 31 декабря А. Я. Глотов получил чин 8-го класса.
В следующем году ему предписано было явиться в экспедицию исправления Кронштадтского порта, для постройки телеграфа по южному берегу Кронштадтской губы. Составленный для этого план был одобрен, и Глотов приступил к постройке его и дома на Красной Горке, в 30 верстах от Кронштадта.
В 1809 году он был назначен комиссионером экспедиции исправления Кронштадтского порта, от которой неоднократно получал различные поручения и благодарность за успешное исполнение их. В том же году Глотов представил в Адмиралтейский департамент составленную им рукопись «Обозрение принадлежностей корабля», которая не была напечатана, хотя департамент и нашел её полезной. Вторично эта рукопись была представлена, вероятно с изменениями и дополнениями, под заглавием «Изъяснение принадлежностей к вооружению корабля» в 1816 году и была напечатана в Санкт-Петербурге по Высочайшему повелению в количестве 1200 экземпляров с обращением их в пользу автора. По изданию книги, за оказанные труды и усердие к службе, Глотов был награждён орденом Святого Владимира 4-й степени, а за поднесение экземпляров этого сочинения Императорской фамилии он получил подарки.
От должности комиссионера экспедиции Ревельского порта он был освобождён в 1810 году, а осенью следующего года ему была поручена доставка 11000 бревен и других материалов, для постройки батарей в Кронштадте.
В 1816 году Александр Яковлевич Глотов был произведен в чин 7-го класса.
В 1818 году он был назначен заведующим модельной мастерской, и, кроме того, ему было поручено привести в порядок все вещи, принадлежащие музею Адмиралтейского департамента. За весьма успешное выполнение этой работы А. Глотов в следующем году был награждён орденом Святой Анны 2-й степени.
В 1820 году он издал свои труды озаглавленные «Способ спасать экипаж при крушении корабля или судна» и «Способ поднимать утонувшие грузы». Указанные в них автором способы спасать экипаж при кораблекрушении и поднимать утонувшие грузы Адмиралтейская коллегия положила ввести в употребление, и для поднятия утонувших грузов был устроен плашкоут с поворотным краном. Способ устроения нахтоуза с рефлекторами, предложенный Глотовым двумя годами позже в труде «Способ устроения нахтоуза с рефлекторами, служащими к отражению света при управлении кораблем по компасу ночью», был также одобрен Адмиралтейским департаментом; в том же году Глотову, по представлению министра морских сил, было удвоено денежное содержание, получаемое им при Адмиралтейском департаменте Морского министерства Российской империи, а в 1821 году он был назначен почётным членом Адмиралтейского департамента и произведен в чин 6-го класса.
Помимо этого он был членом Санкт-Петербургского общества любителей наук, словесности и художеств и Вольно-экономического общества.
Александр Яковлевич Глотов умер в 1825 году, состоя в чине 5-го класса.
В рукописи после смерти А. Я. Глотова осталось много трудов, в том числе материалы для истории русского флота и «Морской словотолкователь», над которым автор трудился более 15 лет. Этот труд — полная морская энциклопедия; в нем помещены все слова, относящиеся к мореплаванию, кораблестроению, математике, артиллерии и др. наукам, имеющим отношение к морскому делу. Первая буква А уже была переведена Глотовым на 10 языков. В своем предисловии автор выражает сожаление о том, что моряки по-разному пишут морские технические слова, для предотвращения чего он объясняет происхождение русского морского языка и подводит его под некоторые общие правила, с целью ввести однообразие в письме и выговоре слов.
В честь А. Я. Глотова назван остров (Баренцево море, Новая Земля) — нанесён на карту в 1823 году Фёдором Петровичем Литке на бриге «Новая Земля», название присвоено в 1839 году участником экспедиции Артура Карловича Циволько.

## Избранная библиография
- «Обозрение принадлежностей корабля» (1809);
- «Изъяснение принадлежностей к вооружению корабля» (1816);
- «Способ спасать экипаж при крушении корабля или судна» (СПб., 1820 г.);
- «Способ поднимать утонувшие грузы» (СПб. 1820 г.);
- «Способ заменять потерянный кораблем руль и новый способ устроения рулей» (Санкт-Петербург. 1822 г.);
- «Способ устроения нахтоуза с рефлекторами, служащими к отражению света при управлении кораблем по компасу ночью» (СПб. 1822 г.)
- «О компасах XIX столетия»;
- «Письмо к издателю» («Сын Отечества» 1816 год,№№ 44, 47 и 49; по поводу статьи «Воспоминание о плавании российского флота под командою вице-адмирала Сенявина»);
- «Чесменский бой» («Отечественные записки», ч. 3);
- «Гангоутское сражение, увенчавшее Российский флот первою победою на море» («Отечественные записки», ч. 6 и 7).